# 56e cérémonie des Oscars
La 56e cérémonie des Oscars du cinéma s'est déroulée le lundi 9 avril 1984 à partir de 18h00 au Dorothy Chandler Pavilion du County Music Center de Los Angeles en Californie.

## La cérémonie
La cérémonie récompensa les meilleurs films de l'année 1983 dans 22 catégories. Elle dura 3 heures et 42 minutes et fut diffusée en direct sur la chaîne ABC.

### Équipe technique
- Maître de cérémonie : Johnny Carson
- Producteur : Jack Haley Jr.
- Producteur associé : Michael B. Seligman
- Dialoguistes : Rod Warren, Tony Thomas
- Directeur musical : Ian Fraser (en)
- Réalisateur télé : Marty Pasetta

### Le spectacle
- Flashdance… What a Feeling interprété par Irene Cara
- Maniac interprété par Michael Sembello, Dennis Matkosky, Herb Alpert & The Tijuana Brass and Lani Hall
- Over You interprété par Mac Davis
- Papa, Can You Hear Me? interprété par Donna Summer
- The Way He Makes Me Feel interprété par Jennifer Holliday
- There's No Business Like Show Business (numéro final) interprété par Liza Minnelli, Sammy Davis Jr. et tous les présentateurs et lauréats

## Palmarès
Les lauréats sont indiqués ci-dessous en premier de chaque catégorie et en gras.

### Meilleur film
(remis par Frank Capra)
- Tendres Passions (Terms of Endearment) de James L. Brooks
  - Les Copains d'abord (The Big Chill) de Lawrence Kasdan
  - L'Habilleur (The Dresser) de Peter Yates
  - L'Étoffe des héros (The Right Stuff) de Philip Kaufman
  - Tendre Bonheur (Tender Mercies) de Bruce Beresford

### Meilleur réalisateur
(remis par Richard Attenborough)
- James L. Brooks pour Tendres Passions
  - Peter Yates pour L'Habilleur
  - Ingmar Bergman pour Fanny et Alexandre (Fanny och Alexander) (Suède)
  - Mike Nichols pour Le Mystère Silkwood (Silkwood)
  - Bruce Beresford pour Tendre Bonheur

### Meilleur acteur
(remis par Sylvester Stallone et Dolly Parton)
- Robert Duvall pour le rôle de McSledge dans Tendre Bonheur
  - Michael Caine pour le rôle du docteur Frank Bryant dans L'Éducation de Rita (Educating Rita) de Lewis Gilbert
  - Tom Courtenay pour le rôle de Norman dans L'Habilleur
  - Tom Conti pour le rôle de Gowan McGland dans Reuben, Reuben, ou la vie d'artiste (Reuben, Reuben) de Robert Ellis Miller
  - Albert Finney pour le rôle de Sir dans L'Habilleur

### Meilleure actrice
(remis par Rock Hudson et Liza Minnelli)
- Shirley MacLaine pour le rôle de Aurora Greenway dans Tendres Passions
  - Jane Alexander pour le rôle de Carol Wetherly dans Le Dernier Testament (Testament) de Lynne Littman
  - Meryl Streep pour le rôle de Karen Silkwood dans Le Mystère Silkwood
  - Julie Walters pour le rôle de Susan "Rita" White dans L'Éducation de Rita
  - Debra Winger pour le rôle de Emma Greenway Horton dans Tendres Passions

### Meilleur acteur dans un second rôle
(remis par Timothy Hutton et Mary Tyler Moore)
- Jack Nicholson pour le rôle de Garrett Breedlove dans Tendres Passions
  - Charles Durning pour le rôle du colonel SS Earhart dans To Be or Not to Be d'Alan Johnson
  - John Lithgow pour le rôle de Sam Burns dans Tendres Passions
  - Sam Shepard pour le rôle de Chuck Yeager dans L'Étoffe des Héros
  - Rip Torn pour le rôle de Marsh Turner dans Marjorie (Cross Creek) de Martin Ritt

### Meilleure actrice dans un second rôle
(remis par Dyan Cannon et Gene Hackman)
- Linda Hunt pour le rôle de Billy Kwan dans L'Année de tous les dangers (The Year of Living Dangerously) de Peter Weir
  - Cher pour le rôle de Dolly Pelliker dans Le Mystère Silkwood
  - Glenn Close pour le rôle de Sarah Cooper dans Les Copains d'abord
  - Amy Irving pour le rôle de Hadass Vishkower dans Yentl de Barbra Streisand
  - Alfre Woodard pou le rôle de Beatrice dans Marjorie

### Meilleur scénario original
(remis par Mel Gibson et Sissy Spacek)
- Horton Foote pour Tendre Bonheur
  - Lawrence Kasdan et Barbara Benedek pour Les Copains d'abord
  - Ingmar Bergman pour Fanny et Alexandre
  - Nora Ephron et Alice Arlen pour Le Mystère Silkwood
  - Lawrence Lasker et Walter F. Parkes pour Wargames de John Badham

### Meilleure adaptation
(remis par Mel Gibson et Sissy Spacek)
- James L. Brooks pour Tendres Passions
  - Harold Pinter pour Trahisons conjugales (Betrayal) de David Hugh Jones
  - Ronald Harwood pour L'Habilleur
  - Willy Russell pour L'Éducation de Rita
  - Julius J. Epstein pour Reuben, Reuben, ou la vie d'artiste

### Meilleur film étranger
(remis par John Gavin et Jack Valenti)
- Fanny et Alexandre (Fanny och Alexander) de Ingmar Bergman •  Suède
  - Carmen de Carlos Saura •  Espagne
  - Coup de foudre de Diane Kurys •  France
  - La Révolte de Job (Jób lázadása) de Imre Gyöngyössy et Barna Kabay •  Hongrie
  - Le Bal d'Ettore Scola •  Algérie

### Meilleure photographie
(remis par Anthony Franciosa et Joanna Pacuła)
- Sven Nykvist pour Fanny et Alexandre
  - Donald Peterman pour Flashdance d'Adrian Lyne
  - Caleb Deschanel pour L'Étoffe des héros
  - William A. Fraker pour Wargames
  - Gordon Willis pour Zelig de Woody Allen

### Meilleure direction artistique (décors)
(remis par Jane Powell et Jennifer Beals) 
- Anna Asp et Susanne Lingheim pour Fanny et Alexandre
  - Geoffrey Kirkland, Richard Lawrence, W. Stewart Campbell, Peter R. Romero, Jim Poynter et George R. Nelson pour L'Étoffe des Héros
  - Norman Reynolds, Fred Hole, James L. Schoppe et Michael Ford pour Star Wars, épisode VI : Le Retour du Jedi (Star Wars: Episode VI - Return of the Jedi) de Richard Marquand
  - Polly Platt, Harold Michelson, Tom Pedigo et Anthony Mondell pour Tendres Passions
  - Roy Walker, Leslie Tomkins et Tessa Davies pour Yentl

### Meilleurs costumes
(remis par Tommy Tune et Twiggy)
- Marik Vos-Lundh pour Fanny et Alexandre
  - Joe I. Tompkins pour Marjorie
  - William Ware Theiss pour Pied au plancher (Heart Like a Wheel) de Jonathan Kaplan
  - Anne-Marie Marchand pour Le Retour de Martin Guerre de Daniel Vigne (France)
  - Santo Loquasto pour Zelig

### Meilleur montage
(remis par Robert Wise)
- Glenn Farr, Lisa Fruchtman, Stephen A. Rotter, Douglas Stewart et Tom Rolf pour L'Étoffe des Héros
  - Frank Morriss et Edward M. Abroms pour Tonnerre de feu (Blue Thunder) de John Badham
  - Bud S. Smith et Walt Mulconery pour Flashdance
  - Sam O'Steen pour Le Mystère Silkwood
  - Richard Marks pour Tendres Passions

### Meilleure chanson originale
(remis par Matthew Broderick)
- Giorgio Moroder (musique) et Keith Forsey et Irene Cara (paroles) pour Flashdance... What a Feeling dans Flashdance
  - Michael Sembello et Dennis Matkosky pour Maniac dans Flashdance
  - Austin Roberts et Bobby Hart pour Over You dans Tendre Bonheur
  - Michel Legrand (musique) et Alan Bergman et Marilyn Bergman (paroles) pour Papa, Can You Hear Me? dans Yentl
  - Michel Legrand (musique) et Alan Bergman et Marilyn Bergman (paroles) pour The Way He Makes Me Feel dans Yentl

### Meilleure musique originale
(remis par Ray Bolger et Gene Kelly)
- Bill Conti pour L'Étoffe des Héros
  - Leonard Rosenman pour Marjorie
  - John Williams pour Star Wars, épisode VI : Le Retour du Jedi
  - Michael Gore pour Tendres Passions
  - Jerry Goldsmith pour Under Fire de Roger Spottiswoode

### Meilleure adaptation musicale
(remis par Neil Diamond)
- Michel Legrand (musique) et Alan Bergman et Marilyn Bergman (paroles) pour Yentl
  - Lalo Schifrin pour L'Arnaque 2 (The Sting II) de Jeremy Kagan
  - Elmer Bernstein pour Un fauteuil pour deux (Trading Places) de John Landis

### Meilleur son
(remis par Christie Brinkley et Michael Keaton)
- Mark Berger, Tom Scott, Randy Thom et David MacMillan pour L'Étoffe des Héros
  - Alan Splet, Todd Boekelheide, Randy Thom et David Parker pour Un homme parmi les loups (Never Cry Wolf) de Carol Ballard
  - Ben Burtt, Gary Summers, Randy Thom et Tony Dawe pour Star Wars, épisode VI : Le Retour du Jedi
  - Donald O. Mitchell, Rick Kline, Kevin O'Connell et James R. Alexander pour Tendres Passions
  - Michael J. Kohut (en), Carlos DeLarios, Aaron Rochin et Willie D. Burton pour Wargames

### Meilleur mixage
(remis par Kevin Bacon et Daryl Hannah)
- Jay Boekelheide pour L'Étoffe des Héros
  - Ben Burtt pour Star Wars, épisode VI : Le Retour du Jedi

### Meilleurs effets visuels
(remis par Joan Collins et Arnold Schwarzenegger)
- Richard Edlund, Dennis Muren, Ken Ralston et Phil Tippett pour Star Wars, épisode VI : Le Retour du Jedi

### Meilleur documentaire
(remis par Holly Palance et Jack Palance)
- He Makes Me Feel Like Dancin' produit par Emile Ardolino
  - Children of Darkness produit par Richard Kotuk et Ara Chekmayan
  - First Contact produit par Bob Connolly et Robin Anderson
  - Le Métier des armes (The Profession of Arms) produit par Michael Bryans et Tina Viljoen
  - Seeing Red produit par Jim Klein et Julia Reichert

### Meilleur court métrage (prises de vues réelles)
(remis par Jane Alexander et Michael Caine)
- Boys and Girls produit par Janice L. Platt
  - Goodie-Two-Shoes produit par Ian Emes
  - Overnight Sensation produit par Jon Bloom

### Meilleur court métrage (documentaire)
(remis par Holly Palance et Jack Palance)
- Flamenco à 5 h 15 produit par Cynthia Scott et Adam Symansky
  - Ihr zent frei produit par Dea Brokman et Ilene Landis
  - In the Nuclear Shadow: What Can the Children Tell Us? produit par Vivienne Verdon-Roe et Eric Thiermann
  - Sewing Woman produit par Arthur Dong
  - Spaces: The Architecture of Paul Rudolph produit par Bob Eisenhardt

### Meilleur court métrage (animation)
(remis par Jane Alexander et Michael Caine)
- Sundae in New York produit par Jimmy Picker
  - Mickey's Christmas Carol produit par Burny Mattinson
  - Sound of Sunshine - Sound of Rain produit par Eda Godel Hallinan

## Oscars spéciaux

### Oscar pour une performance spéciale
(remis par Tommy Chong et Cheech Marin)
- Richard Edlund, Dennis Muren, Ken Ralston et Phil Tippett pour les effets spéciaux de Star Wars, épisode VI : Le Retour du Jedi

### Oscar d'honneur
(remis par Jackie Cooper et George 'Spanky' McFarland)
- Hal Roach en reconnaissance de son record sans égal de contributions réussies à l'art du cinéma

### Prix humanitaire Jean Herschzolt
(remis par Frank Sinatra)
- M.J. Frankovich

## Oscars scientifiques et techniques
Les Oscars scientifiques et techniques furent remis le 31 mars au Grand Ball Room du Beverly Hilton Hotel de Los Angeles.

### Academy Award of Merit
(remis par Cary Grant)
- Kurt Larche (OSRAM GmbH) pour la recherche et la mise au point d'une lampe au xénon sans décharge

### Prix de l'achèvement scientifique et d'ingénierie
(remis par Roger Moore)
- Jonathan Erland et Roger Dorney (Apogee, Inc.) pour la fabrication et le développement d'un procédé de travelling sur écran bleu pour les effets spéciaux
- Gunnar P. Michelson pour la mise au point et la fabrication d'un valve haute-vitesse électronique pour projecteur
- Gerry Turpin (Lightflex International Ltd.) pour le concept et la fabrication d'une caméra à contrôle direct du contraste

### Prix de l'achèvement technique
(remis par Joan Collins et Arnold Schwarzenegger)
- Jack Cashin (Ultra-Stereo Labs, Inc.) pour la mise au point et le développement d'un système de stéréophonie à quatre voies pour la reproduction de bandes-son
- Elizabeth D. De La Mare (De La Mare Engineering) pour le développement progressif et la recherche continue d'effets spéciaux pyrotechniques mis au point par Glenn W. De La Mare
- David J. Degenkolb pour la mise au point et le développement d'un automate utilisé au recouvrement d'argent des pellicules en laboratoire
- Douglas Fries, John Lacey et Michael Sicrist pour la mise au point d'une caméra reflex 35 mm pour les effets spéciaux
- William G. Krokaugger (Mole-Richardson Company) pour la fabrication d'une console de contrôle de lumières portable
- Charles L. Watson, Larry L. Langrehr et John H. Steiner pour le développement du BHP

### Prix Gordon E. Sawyer
(remis par Shirley Temple) 
- John G. Frayne

## Statistiques

### Récompenses
Cinq Oscars
- Tendres Passions

Quatre Oscars
- Fanny et Alexandre
- L'Étoffe des héros

Deux Oscars
- Tendre Bonheur

Un Oscar
- L'Année de tous les dangers
- Flashdance
- Yentl
- Star Wars, épisode VI : Le Retour du Jedi

### Nominations
Onze nominations
- Tendres Passions

Huit nominations
- L'Étoffe des Héros

Six nominations
- Fanny et Alexandre

Cinq nominations
- L'Habilleur
- Tendre Bonheur
- Le Mystère Silkwood
- Yentl

Quatre nominations
- Marjorie
- Flashdance
- Star Wars, épisode VI : Le Retour du Jedi

Trois nominations
- Les Copains d'abord
- L'Éducation de Rita
- Wargames

Deux nominations
- Reuben, Reuben ou la Vie d'artiste
- Zelig

Une nomination
- Le Dernier Testament
- To Be or Not to Be
- L'Année de tous les dangers
- Trahisons conjugales
- Le Bal
- Carmen
- Coup de foudre
- Jób lázadása
- Pied au plancher
- Le Retour de Martin Guerre
- Tonnerre de feu
- Under Fire
- L'Arnaque 2
- Un fauteuil pour deux
- Un homme parmi les loups